# Підкова (геральдика)

Підкова (фр. Fer à cheval) — символ успіху і щастя.
У різних європейських народів підкова — символ удачі. Існувало повір'я, що диявол завжди ходить колами, але дійшовши до кінця підкови (розірваного кола), він змушений повернути назад. Підкову вішали не тільки над дверима або на дверях, а й скрізь, де зла сила могла потрапити до будинку (вікна, камін, піч тощо).
Поява підкови на прапорі і гербі англійського графства Ратленд пов'язано з давнім звичаєм, за яким представники вищої аристократії, вперше побувавши в столиці графства Окемі, віддавали підкову господареві замку.

## Підкова на гербах запорожців
Підкова була на гербах багатьох гетьманів та кошових отаманів війська Запорізького: Петра Сагайдачного, Івана Богуна, Івана Сірка, Андрія Ляха, Северина Наливайка, Самійла Зборовського, Самійла Кішки.

## Приклади використання підкови у геральдиці
Підкова зустрічається в багатьох шляхетських гербах: Яструбець, Лада, Любич, Побог, Тупа Підкова та інших.

Герб Ковеля
Герб Полтавської області
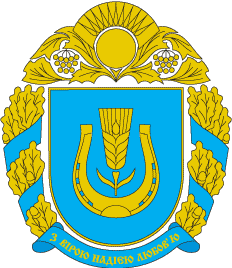
Герб Долинського району (Кіровоградська область)
Герб Шумського району
Герб Конотопського району
Герб Кременчуцького району
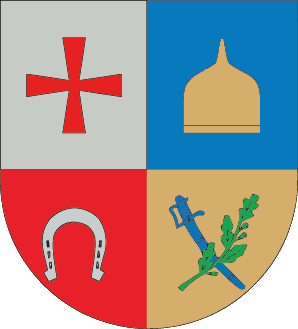
Герб Ріпкинського району
Герб Березані
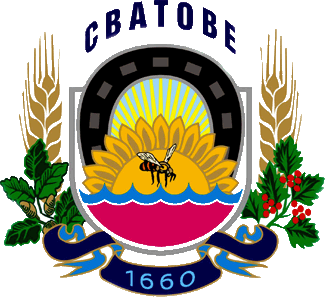
Герб Сватового
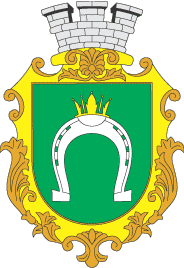
Герб Узина
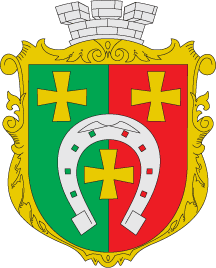
Герб Роздола
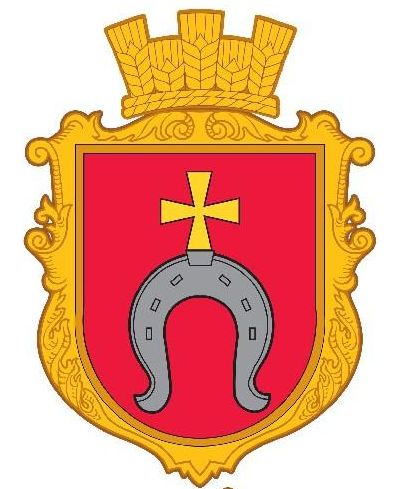
Герб Олишівки
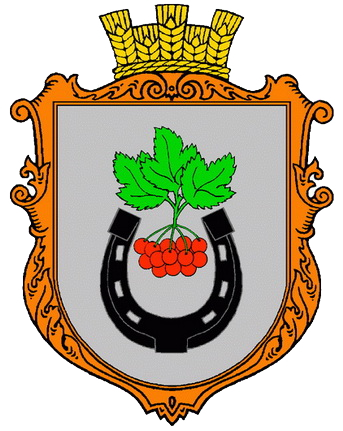
Герб Рясне-Руського
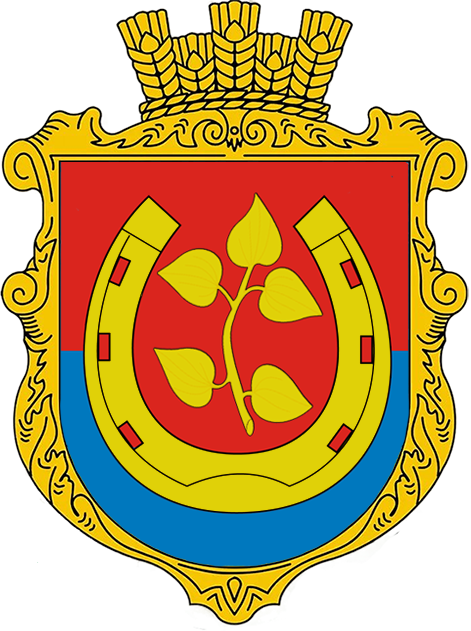
Герб села Свидня
Герб села Боршевичі
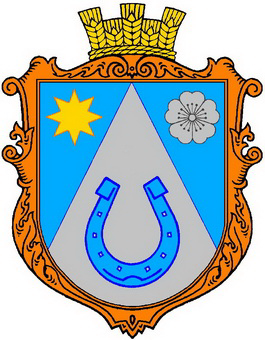
Герб села Воронів (Городенківський район)
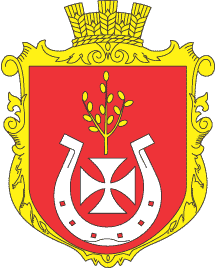
Герб села Вербовець (Лановецький район)
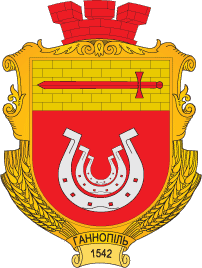
Герб села Ганнопіль (Славутський район)
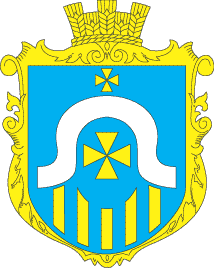
Герб села Горигляди
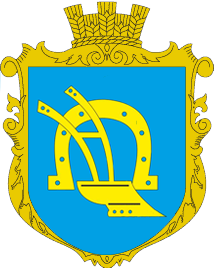
Герб села Макіївка (Носівський район)
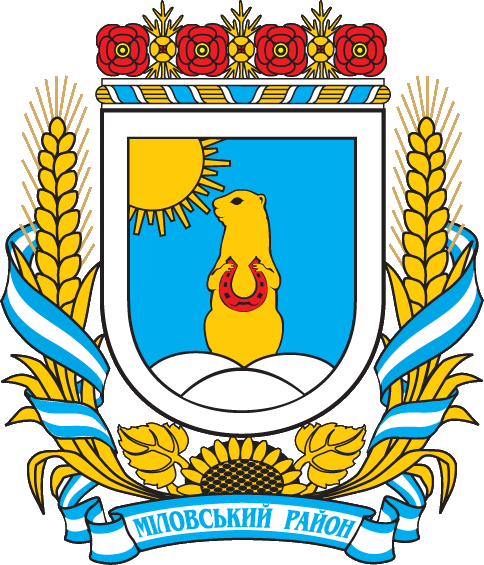
Герб Міловського району
Герб гетьмана Петра Сагайдачного
Герб гетьмана Самійло Кішки
Герб Любича
Герб Підкова
Герб Підкова ІІ
Прапор англійського графства Ратленд

## Ресурси Інтернету
- Вікісховище має мультимедійні дані за темою: Підкова (геральдика)
- Герб Параньгинського району [Архівовано 13 травня 2015 у Wayback Machine.]
- Підкова в геральдиці [Архівовано 23 листопада 2020 у Wayback Machine.]

## Виноски
1. ↑   [http: //www.rutland.gov.uk/oakham_castle/horse_shoes.aspx Колекція підков у замку Окем]